# Pierre Androuët
Pierre Androuët (* 15. August 1915; † 3. Februar 2005) war ein französischer Käsehändler, Affineur, Gastronomiekritiker und Sachbuchautor.

## Leben

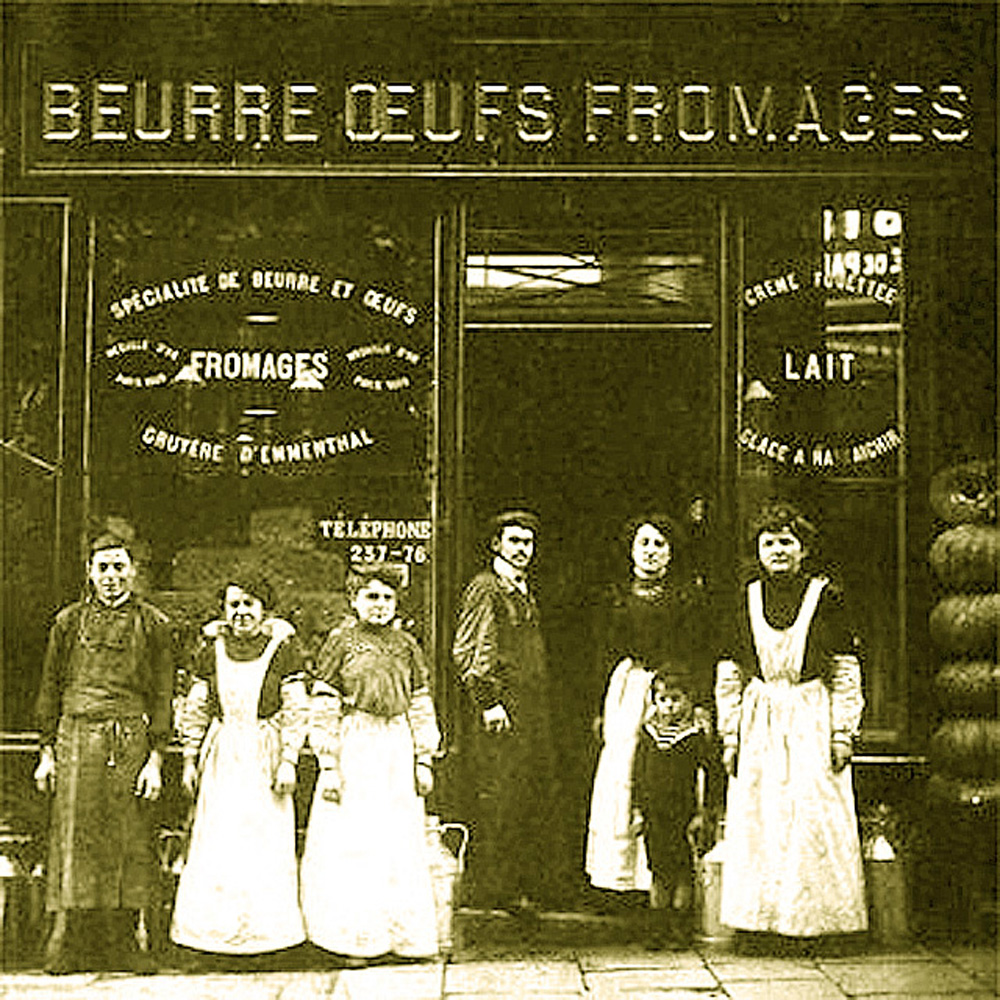
Familie Androuët vor ihrem Laden, 1909

Mit 15 Jahren begann Pierre Androuët damit, seine Eltern in deren Milchladen Androuët zu unterstützen. Er gab sein Studium der Architektur auf und begleitete seinen Vater Henri auf dessen Reisen zu den Käseproduzenten in ganz Frankreich. In den 1930er Jahren entwickelten Henri und Pierre Androuët den Brillat-Savarin. Seit den 1980er Jahren wird er von einem anderen Unternehmen produziert.
Pierre Androuët übernahm die Leitung des Familienunternehmens 1948. Bereits Anfang der 1950er Jahre waren Henri und Pierre die angesehensten Käsemeister Frankreichs und der Welt. In den folgenden Jahrzehnten gewann Pierre Androuët zunehmenden Einfluss auf die französische Käsekultur. 
1969 gründete er die Guilde Internationale des Fromagers, einen Zusammenschluss traditionell arbeitender Käseproduzenten. Der von Androuët vorgeschlagene volle Name der Organisation lautet Guilde Internationale des Fromagers. Confrérie Saint-Uguzon und bezieht sich auf Uguzon du val Cavargna, den Schutzheiligen der Käsemacher.
1989 wurde das Unternehmen Androuët aus dem Familienbesitz verkauft, es folgten mehrere Wechsel des Eigentümers. Pierre Androuët setzte seine Tätigkeit als Gastrosoph, Gastronomiekritiker und Sachbuchautor fort und veröffentlichte bis an sein Lebensende Bücher über französische und internationale Käsespezialitäten. Auf dem Höhepunkt seiner Popularität in den 1980er Jahren galt Androuët als der Käsepapst. Er starb im Februar 2005.

## Veröffentlichungen (Auswahl)
- Pierre Androuët: 365 fromages. Robert Morel, 1969. (Kunstobjekt)
- Pierre Androuët, Narcisse Roche, Gilles Lambert: Guide du fromage. Stock, Paris 1971, ISBN 2-253-00249-6.
- Pierre Androuët, Gilles Lambert, Narcisse Roche: La cuisine au fromage. Stock, Paris 1978.
- Pierre Androuët, Ninette Lyon: Le Guide Marabout des fromages de France et du monde entier. Marabout, Verviers, Paris 1978.
- Pierre Androuët, Yves Chabot: Le brie. Presses du village, o. O. [Evreux?] 1985.
- Pierre Androuët: Le livre d'or du fromage. Encyclopédie pratique des fromages du monde. Atlas, Paris 1994.
- Pierre Androuët: Dictionnaire des fromages du monde. LGF/Le Livre de Poche, Paris 2005, ISBN 2-253-13043-5.